# 小行星9610
小行星9610（英語：9610 Vischer）是一颗围绕太阳公转的小行星。1992年9月2日，天文学家佛蒙特·伯根、卢茨·D·施耐德在陶腾堡发现了此天体。
这颗小行星的绝对星等为239.8284924784197等。